# Pierre Bonnard

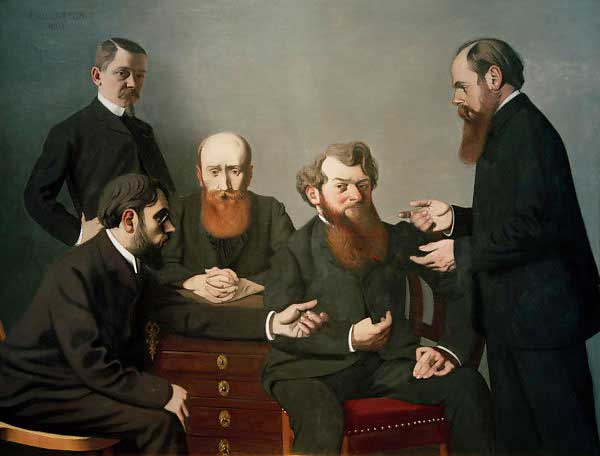
Cinq peintres ("Cinco pintores"), 1902-1903. De izquierda a derecha, de pie, el autor (Félix Vallotton), sentados, Pierre Bonnard, Édouard Vuillard y Charles Cottet, y de pie Ker-Xavier Roussel.

Pierre Bonnard (Fontenay-aux-Roses, isla de Francia, 3 de octubre de 1867-Le Cannet, Provenza, 23 de enero de 1947) fue un pintor, ilustrador y litógrafo francés que dedicó su talento a la publicidad y a la producción artística. 
Se le suele considerar líder del movimiento de los Nabis, grupo del que también formaron parte Paul Sérusier, Maurice Denis, Paul Ranson, Édouard Vuillard, Ker-Xavier Roussel o Félix Vallotton. Todos fueron influidos por Paul Gauguin y el japonismo. La producción tardía de Bonnard se considera precursora de la pintura abstracta, al menos en alguna de sus variantes. 

## Biografía
Su padre trabajaba en el Ministerio de Asuntos Belicistas (Defensa). A pesar de que le encantaban la filosofía y la literatura, estudió derecho en la Universidad de París después de educarse en colegios de prestigio pagados por su padre. 
En 1887 decidió dedicarse a la pintura y siguió cursos en la Academia Julian y la Escuela de Bellas Artes de París, momento en que conoce a los artistas con los que impulsaría el movimiento nabi. 
En 1899 se consagra como artista publicitario (con un anuncio de champán) y conoce a una muchacha de origen humilde llamada Maria Boursin, que cambia su nombre a Marthe de Méligny para parecer más aristocrática. Bonnard se casa con ella y tuvieron dos hijos: Charles, químico, y Andrée, música.
La trayectoria pictórica de Bonnard se fue decantando hacia el naturalismo y el simbolismo movido por su interés por la magia y las ciencias ocultas. 
En 1900, el marchante Ambroise Vollard publica su primer libro de artista, el poemario Parallèlement, de Paul Verlaine, con ilustraciones de Bonnard. Su mayor originalidad radica en los abundantes desnudos femeninos, con alusiones lésbicas, para los que el pintor tomó fotografías de su entorno íntimo. La edición fue un fracaso comercial, pero Vollard siguió apoyando al artista.
Su especialidad en interiores reposados, con figuras femeninas en actos cotidianos como el aseo y la lectura, explica que su pintura fuese llamada «intimista». Aunque las texturas esfumadas pueden recordar al Impresionismo, Bonnard no plasma la realidad inmediata y fugaz, sino que elabora escenas subjetivas, con encuadres y colorido nada casuales. Al contrario de lo habitual hasta entonces, elige tonos cálidos para los fondos y fríos para los elementos en primer término, alterando en cierta medida la percepción de las distancias.
En 1910 Bonnard dejó París por el sur de Francia. En 1913 retrató al naturalista alemán Franz Stuhlmann. Vivió en Francia y el Norte de África. Su longevidad le permitió conocer la etapa del Cubismo y del Surrealismo, aunque no se aproximó a ninguna de ambas estéticas.

### Obras de Bonnard en España
Como casi todos los maestros franceses de la época, carecía de presencia en los museos españoles hasta la apertura del Museo Thyssen-Bornemisza de Madrid, que posee el Retrato de Misia Godebska (1908), futura esposa del pintor catalán Sert. Posteriormente, el Museo Reina Sofía sumó otro retrato de Bonnard, de 1906, donde posan Misia y su esposo entonces, Thadée Natanson. La Colección Carmen Thyssen-Bornemisza cuenta con otros cuatro cuadros suyos: El establo (Vaca en la cuadra), El Sena en Vernon, El camino encajonado y Claro de sol. La Colección Juan Abelló cuenta con tres pinturas.